# 高原通
高原通（たかはらどおり）は京都市左京区の南北の通りの一つ。白川通と東大路通の間で名前のついている数少ない通りである。途中、北大路通と叡山電鉄叡山本線の踏切で鍵の手に折れる。

## 沿道の主な施設
- 京都大学理学部、農学部

## 公共交通
現在はバス路線は設定されていない。